# Anton Smirnov
Anton Vladimirovič Smirnov (Canberra, 28 gennaio 2001) è uno scacchista australiano.
Ha ottenuto il titolo di Grande Maestro in ottobre 2017, all'età di 16 anni.

## Carriera
Nel 2014 ha vinto il campionato australiano U14 e nel 2015 l'Australian Grand Prix. 
Ha rappresentato l'Australia alle Olimpiadi di Tromsø 2014 realizzando 7½/9, e alle 
Olimpiadi di Baku 2016, realizzando 8½/10. 
Ha partecipato alla Coppa del Mondo del 2017; dopo due pareggi nelle partite a tempo standard è stato eliminato negli spareggi rapid da Sergej Karjakin. 
In settembre 2017 ha realizzato 7 /9 nel Memorial Capablanca di Creta, ottenendo la terza norma di Grande maestro. 
Nel 2018 ha vinto a Melbourne il torneo Australasian Masters e si è classificato 2º nel campionato australiano di Sydney.
Ha raggiunto il massimo rating FIDE in gennaio 2020, con 2604 punti Elo.